# Idioma susu
El idioma susu o sosso (francés: Soussou) es el idioma del pueblo susu de Guinea y Sierra Leona. Pertenece a la familia de lenguas mandé.

## Gramática
La estructura de la oración sigue el orden sujeto-objeto-verbo (SOV) La negación se expresa con una partícula (mu) cuya distribución varía, pues en los predicados adjetivos a veces parece infija, pero en los verbos transitivos se antepone al objeto. Usa un sufijo (-e) para sustantivos que indican el plural. Los verbos usan 4 afijos (-ma, -xi, -fe y -∅) y 6 marcadores de objeto (bara, naxaa, xa, naxab, nu, na) que indican tiempo o aspecto.

## Fonología
|               |                | Labiales | Alveolares | Palatal | Velares | Uvular | Glotales | Labiovelares |
| ------------- | -------------- | -------- | ---------- | ------- | ------- | ------ | -------- | ------------ |
| Nasales       | Nasales        | m        | n          | ɲ       | ŋ       |        |          |              |
| Plosivas      | Prenasalizadas |          | nd         |         |         |        |          |              |
| Plosivas      | Sonoras        | b        | d          |         | ɡ       |        |          | ɡb           |
| Plosivas      | Sordas         | p        | t          |         | k       |        |          |              |
| Fricativas    | Fricativas     | f        | s          |         |         | χ      | h        |              |
| Trill         | Trill          |          | r          |         |         |        |          |              |
| Approximantes | Approximantes  | w        | l          | j       |         |        |          |              |

|              | Anteriores | Posteriores |
| ------------ | ---------- | ----------- |
| Cerradas     | i          | u           |
| Semicerradas | e          | o           |
| semiabierta  | ɛ          | ɔ           |
| Abiertas     | a          |             |

Estas vocales también se presentan largas y nasalizadas.
Presenta tonos alto, bajo, ascendentes y descendente.